# Именник на българските ханове
Именникът на българските ханове е кратък средновековен летопис, запазен в късни преводи от XV – XVI век на руската редакция на старобългарския език, съдържащ имената и родовете на няколко ранни прабългарски владетели. В него са посочени също и датите на възкачването на хановете (кановете) на престола и продължителността на тяхното управление. Предполага се, че изгубеният оригинал е бил съставен през IX век на гръцки език и е съдържал някои понятия на прабългарски език.

## История и съдържание
Именникът е открит през 1861 година от руския учен Андрей Попов при изследването на руски летописи и е публикуван през 1866 година в неговия труд „Обзор хронографов русской редакции“. Тогава са открити три руски преписа на документа: най-ранният от тях – Уваровият, е от края на XV век, а другите два – Погодинов и Московски, са от XVI век. Между трите преписа има някои различия в транскрипцията на имената на владетелите. Текстът на творбата е вмъкнат в книгата „Елински и римски летописец“: между първата част – Четвърта книга на царете, и третата – Хрониката на Георги Амартол, без да бъде отделен от тях. Запазените преписи са преводи на руската версия на църковнославянски език и в тях за българските владетели се използва славянската титла „княз“, с която са наречени Аспарух и петимата му предшественици. Предполага се, че оригиналът на паметника е бил съставен на гръцки език, с вметване на названия на годините изписани на прабългарски език с гръцки букви. Смята се, че летоброенето на прабългарите се е основавало на китайските цикли от по 12 лунни години, всяка от които е носела името на някое животно, например „шегор“ („вол“), „дилом“ („змия“) и т.н.
Не е ясно дали съхраненият текст е запазен в цялост, сравнен с оригинала и дали няма загубени части, както и през колко преписа в течение на времето са преминали достигналите до нас преводи. Изследователите са единодушни, че достигналият до нас текст е препис от старобългарски документ от IX – X век. За самия оригинал мненията обаче се раздвояват, като според повечето, старобългарският документ от X век е превод от оригинал, който е бил съставен на гръцки език през VIII век. Според други изследователи има само една редакция и тя е възникнала на старобългарски – през X век. Изследователите, които приемат тезата, че Именникът на българските ханове възниква през VII – VIII век в оригинал на гръцки език, смятат, че първоначално текстът е бил изсечен върху камък, и че се е състоял от две части, като първата е завършвала със съобщението за петимата князе с остригани глави. Втората част обхващала периода от 680 до 767 г. Преписът от X век според тях е направен въз основа на този каменен надпис.

## Оригинал на Уваровия препис
Авитохолъ житъ лѣт. ҃т. рѡд ему Дуло. а лѣт ему дилѡмъ твирем. Ирникъ. житъ лѣт. ҃ри. рѡд ему Дуло. а лѣт ему дилом тверимь. Гостунъ наместникь сьï два лѣта. рѡд ему. Ерми. а лѣт ему дохсъ. втиремь. Курт: ҃ѯ лѣт дръжа. рѡд ему Дуло. а лѣт ему шегоръ вечемь. Безмеръ ҃г. лѣт. а рѡд сему Дуло. а лѣт ему шегоръ вемь. сii ҃е кнѧз. дръжаше кнѧженïе обону страну Дунаѧ. лѣтъ. ҃ф.҃еі. остриженами главами. И потѡм пріиде на страну Дунаѧ. Исперих кнѧз тожде и доселѣ. Есперих кнѧз. ҃ѯа лѣт. рѡд Дуло. а лѣт ему верени алем. Тервен. ҃ка. лѣто. рѡд ему Дуло. а лѣт ему текучитем. твирем. ҃ки. лѣт. рѡд ему Дуло. а рѡд ему дваншехтем. Севаръ. ҃еі. лѣт. рѡд ему Дуло. а лѣт ему тохалтом. Кормисошь. ҃зі. лѣт. рѡд ему Вокиль. а лѣт ему шегоръ твиремь. Сïи же княз измѣни рѡд Дулов. рекше Вихтунь. Винех. ҃з. лѣт. а рѡд ему Ѹкиль. а лѣтъ ему имаше Горалемь. Телець. ҃г. лѣта. рѡд Ѹгаинь. а лѣт ему соморъ. алтемь. И сïй иного рад. Ѹморъ. ҃м. днïи. рѡд ему Ѹкиль а ему дилѡм тоутѡм.

## Превод на Именника
Дословен превод на Уваровия препис на новобългарски:
- Авитохол живя 300 години. Родът му Дуло, а годината му дилом твирем
- Ирник живя 150 години. Родът му Дуло, а годината му дилом твирем.
- Гостун, наместникът бидейки, 2 години. Родът му Ерми, а годината му докс твирем.
- Курт 60 години държа. Родът му Дуло, а годината му шегор вечем.
- Безмер 3 години. А родът на този Дуло, а годината му шегор вечем.

Тези петима князе държаха князуването от другата страна на Дунава 515 години с остригани глави. И след това дойде на страната на Дунава Исперих княз. Същото и досега.
- Исперих княз 61 години. Родът му Дуло, а годината му верени алем.
- Тервел 21 години. Родът му Дуло, а неговата година теку читем.
- ..................................................................твирем
- (неизвестен княз) (Вероятно Кормесий) 28 години. Родът му Дуло, а годината му дван шехтем
- Севар 15 години. Родът му Дуло, а годината му тох алтом.
- Кормисош 17 години. Родът му Вокил, а годината му шегор твирем. Този княз измени рода Дулов, тоест Вихтун.
- Винех 7 години. Родът му Укил, а годината му имен шегор алем.
- Телец 3 години. Родът му Угаин, а годината му  сомор алтем. И този заради друг.
- Умор 40 дни. Родът му Укил, а [годината] му дилом тутом.

За всеки владетел е дадена годината на възкачване на престола според прабългарския календар.
В Именника липсват имената на хановете Кормесий, Сабин, Токту и Паган.
Според Стивън Рънсиман текстът след Дуло е Vrekshevi Khtun, а представянето му като Вихтун (Vikhtum) може да е неточно. Омелян Прицак изказва предположението, че Вихтун от списъка е шанюй Маодун.

## Проблеми на тълкуването на Именника
Именникът съдържа календарни термини на непознат език, вероятно прабългарски. Първият тълкувател на Именника е финландският езиковед Миккола, който приема, че първата част от календарния термин е име на година, а втората – име на месец, като думата за година е изпусната. От текста на непознатия език, предаден с кирилски букви, не може еднозначно да се определят началото и края на отделните части на някои термини заради липсата на крайни ерове в тях. Например Миккола тълкува съчетанието верениалем като вер-ениалем, докато е възможно и тълкуване верени-алем, както би се разчленило според правописното правило в прабългарски. Същото се отнася за съчетанието текучитем твирем. Според Петър Добрев твирем е сбъркано лично име на владетел. Миккола разглежда само теку читем като календарен термин и го разчита като „година на коня – седми месец“ според чувашките думи тиха „жребче“ и чуваш. çиччĕ, каз. жеті, тюрк. *jĕtti „седем“
В полза на хипотезата, че текстът е сбор от каменни надписи, написани на гръцки език около 7 век и преведен на старобългарски език по време на царуването на Симеон I, говори фактът, че в Чаталарския надпис календарният термин „вол“ е записан като σιγορ (а календарната 821 – 2 г. отговаря на годината на вола по китайския календар), което е по-близо до тюркския корен *sïg-, „добитък“ в тур. sığır и др. и позволява да се изтълкува думата шегоръ в Именника. През 8 – 9 век прабългарският звук /ш/ се предава с гръцки букви като СХ (П. Добрев). Миккола също така отбелязва, че понятието *jïlan „змия“ е предадено като диломъ и прави сравнение с това, че началният звук /j/ в лични имена от тюркски произход е записван от византийските хронисти с буквата Δ и това е отразено в Именника.
Отделен проблем е дали думите алтем и алтом означават едно и също число. Според П. Добрев те са различни, докато Миккола и Васил Златарски ги четат като едно и свързват с чувашкото числително ултă, старотюрк. altï „шест“. Двояк начин на записване има и името на Аспарух: веднъж Исперих, а в следващото изречение Есперих.
Изречението И сій иного рад има спорно тълкуване. Според П. Добрев то означава „И този друг измести“. Съществува обаче по-правдоподобно тълкуване: рад е съкратена форма от старобълг. предлог ради, т.е. изразът се превежда като „и този (управлява) заради друг“.
Таблицата по-долу показва двете тълкувания – класическата тюркска теория на проф. Златарски (1918), която се основава на първото изследване на Именника от финландския езиковед Миккола, и иранската версия на Добрев (1994); освен езикови, Добрев прилага и математически аргументи в полза на своето (иранско) тълкуване (1998).
| Дата              | Тюркска теория (Васил Златарски)                | Иранска хипотеза (Петър Добрев) |
| ----------------- | ----------------------------------------------- | ------------------------------- |
| дилом твирем      | Змия, 9-и месец                                 | Змия, 4-ти месец                |
| дохс твирем       | Глиган, 9-и                                     | Глиган, 4-ти                    |
| шегор вечем       | Вол, 3-ти                                       | Вол, 5-и                        |
| верени алем       | Вълк (др: Дракон), 1-ви (други: „допълнителен“) | Дракон, първи                   |
| текучитем твирем  | Куче (други:Кон, Овца), 9-и                     | Кон, 4-ти                       |
| тох алтом         | Кокошка, 6-и                                    | Фазан, 12-и                     |
| шегор твирем      | Вол, 9-и                                        | Вол, 4-ти                       |
| (имен) шегор алем | Кон, 1-ви (други: „допълнителен“)               | Вол, 1-ви                       |
| сомор алтем       | Плъх, 6-и                                       | Плъх, 12-и                      |
| дилом тутом       | Змия, 4-ти                                      | Змия, 2-ри                      |